# Tussen schoolkinderen
Tussen schoolkinderen (Engels: Among schoolchildren) is een gedicht van William Butler Yeats. Het confronteert de ouder wordende dichter, hij is dan ruim zestig jaar, met basisschoolleerlingen. Zijn kennis, vervuld van Oudheid en kunst, ontmoet de aan het begin van hun leven staande jonge mensen met hun nieuwsgierige blikken. 
Dat ouder worden komt als probleem al eerder voor in zijn gedicht Sailing to Byzantium. Daar schrijft hij:
An aged man is but a paltry thing

A tattered coat upon a stick, ......

Zijn ontsnapping hieruit:

................................., unless

Soul clap its hands and sing, and louder sing

For every tatter in its mortal dress,

.............................................
Uiteindelijk vindt hij daar de oplossing in het opgaan in de tijdloze monumenten van Byzantium.
Een thema van dit gedicht Among schoolchildren is "continuïteit en vernieuwing". In de laatste regel van de laatste strofe staat How do we know the dancer from the dance? (Hoe scheiden we de danser van de dans?)". De veronderstelde continuïteit van de danser en de beweeglijkheid van de dans lijken moeilijk te scheiden. Dat komt dicht bij het verbinden van het verschil van benadering tussen Herakleitos en Parmenides. Zo vloeit de abstracte en complexe kennis van Yeats terug naar een alledaagse en eenvoudige gebeurtenis.